# Comitê Central de Milícias Antifascistas da Catalunha
O Comitê Central de Milícias Antifascistas da Catalunha (em catalão:  Comitè Central de Milícies Antifeixistes de Catalunya, CCMA) foi um órgão administrativo criado em 21 de julho de 1936 pelo presidente do Governo da Catalunha, Lluís Companys, sob pressão dos anarco-sindicalistas da Confederação Nacional do Trabalho (CNT) e da Federação Anarquista Ibérica (FAI), que liderou a luta dos trabalhadores contra o levante militar de julho de 1936 em Barcelona.

## História

### Inícios
O golpe de 18 de julho não conseguiu controlar a Catalunha, devido à vitória das forças republicanas, por um lado, e à revolta operária liderada pela CNT-FAI, por outro. Esses eventos viraram a distribuição do poder na Catalunha de cabeça para baixo: os anarquistas, até recentemente relegados à clandestinidade, emergiram como a principal força depois de derrotar e assumir o controle de posições estratégicas na cidade, como o quartel de artilharia de L'Harmonia. Lá, capturaram 30 mil fuzis que distribuíram entre suas milícias.
Após a derrota do levante militar em Barcelona, a CNT estava em uma posição de superioridade sobre o resto da facção republicana na Catalunha. No entanto, a situação era muito incerta no resto da Espanha. As notícias que vieram foram bastante confusas e contraditórias sobre as cidades mudarem de lado. Desde os primeiros dias, a Generalitat da Catalunha foi totalmente dominada pelas ações de massa nas ruas, através de comitês populares que organizavam a vida nos bairros de Barcelona. Da mesma forma, milícias populares foram formadas com armas apreendidas de arsenais do exército e foram em grupos para libertar outras áreas mantidas pelo exército rebelde (antes mesmo das primeiras colunas de milícias serem estabelecidas).
Nessa situação de falta de legitimidade do Estado republicano, um corpo conjunto foi estabelecido pelos diferentes partidos políticos e sindicatos antifascistas catalães (que na época dominavam as ruas). Assim, o CCMA tornou-se um governo paralelo que conviveu com o da Generalitat durante dois meses. Em nenhum momento foi uma estrutura de "duplo poder" como no tempo dos sovietes na Rússia, mas uma duplicação de poderes. Os dois governos coexistiram e não se enfrentaram até que a dissolução da CCMA foi decidida em agosto.
Quando, em 21 de julho, Companys recebeu os delegados anarquistas, que estavam praticamente vindo direto de uma batalha de 30 horas em que ainda não haviam dormido ou se lavado, ele lhes disse:

Em primeiro lugar, devo dizer-vos que a C.N.T. e a F.A.I. nunca foram tratadas como mereciam pela sua verdadeira importância. Você sempre foi duramente perseguido; e embora eu estivesse com você antes, eu, com muita dor, mas forçado pelas realidades políticas da época a confrontá-lo e persegui-lo. Hoje vocês são os donos da cidade e da Catalunha, porque só vocês derrotaram os militares fascistas, e espero que não lhes faça mal que neste momento eu lhes lembre que não lhes faltou a ajuda dos poucos ou muitos homens leais do meu partido e dos guardas e mossos ...

Mas a verdade é que, duramente perseguidos até anteontem, hoje derrotaram os militares e os fascistas. Portanto, sabendo quem você é, não posso usar uma linguagem que não seja de grande sinceridade. Você venceu e tudo está em seu poder; Se não precisam de mim ou não me amam como Presidente da Catalunha, diga-me agora que me tornarei mais um soldado na luta contra o fascismo. Se, pelo contrário, acreditarem nesta posição, que só na morte a teria deixado aos fascistas triunfantes, posso, com os homens do meu partido, o meu nome e o meu prestígio, ser útil nesta luta, que embora termine hoje juntamente com o meu prestígio na cidade, não sabemos quando e como terminará no resto de Espanha, podem contar comigo e com a minha lealdade como homem e como político que está convencido de que hoje está a morrer todo um passado embaraçoso e que deseja sinceramente que a Catalunha lidere o caminho dos países mais avançados em matéria social.— Memories of Juan García Oliver 
De acordo com alguns depoimentos, o próprio Companys foi o arquiteto da ideia:

As empresas propunham aos dirigentes anarco-sindicalistas a criação de um novo organismo, composto por representantes de todas as forças políticas de esquerda e sindicalistas, encarregado de enfrentar a ameaça fascista. Esse órgão seria chamado de Comitê Central das Milícias Antifascistas. O primeiro objetivo que a Companhia considerava era reorganizar as forças armadas através desse novo organismo, e deu esse propósito ao Comitê de Milícias, que estendeu a adesão a todas as forças políticas e sindicais esperando que anarquistas, essencialmente homens combativos, se juntassem a ele e ignorassem questões políticas.— Ramon Brusco, 2003 
O Comité tinha uma clara predominância de organizações anarquistas, embora incluísse todas as forças da Frente Popular (ERC, POUM, PSUC, União Republicana, União de Rabassaires e UGT). Tinha um comissário delegado do Governo da Catalunha, chamado Lluís Prunés, e um chefe militar, chamado Enric Pérez i Farràs. Na prática, foi a forte personalidade do anarquista Juan García Oliver que dominou o comitê durante seus dois meses de vida.
O Comitê instalou-se imediatamente em um grande edifício na Pla de Palau, em Barcelona, ocupado pela Escola Náutica. Rapidamente organizou e realizou as primeiras expedições de milicianos à frente de Aragão. Três de seus membros, Buenaventura Durruti, Pérez i Farrás e Del Barrio, assumiram o comando direto de dois setores de luta neste primeiro fluxo de forças. Em poucos dias, eles conseguiram organizar uma frente em Aragão com uma força de cerca de 11 000 soldados, entre militares e milícias.
Antes do colapso da autoridade estatal na Catalunha, o Comitê de Milícias era um órgão vivo que tinha que enfrentar a guerra, criando precipitadamente o que a guerra precisava e que não existia na Catalunha na época: a organização das forças armadas, criação de Escolas de Guerra, Saúde Militar, suprimentos, transporte, indústrias bélicas, gestão de operações, etc. O Comitê e o Ministério da Defesa foram responsáveis por montar e equipar as colunas da milícia. Com a aplicação do tratado de não-intervenção em 8 de agosto de 1936, tornou-se impossível comprar legalmente material de guerra das democracias europeias, o comitê foi forçado a comprar armas ilegalmente de traficantes e passar - eles através da fronteira francesa.
Frequentemente, a autoridade do Comitê Central de Milícias terminava nos arredores de Barcelona, onde começava o poder dos comitês revolucionários de cada localidade. Simultaneamente com o Comitê Central, existiam outros Conselhos de Poder Territorial em torno da Catalunha. Na província de Tarragona, na cidade industrial de Reus, formou-se um governo local da Frente Popular liderado por anarco-sindicalistas. Na cidade de Lérida, a Junta de Poder Territorial estava sob o controle do POUM, e dentro dela não havia representação para outros partidos republicanos nem tinha qualquer tipo de ligação com a Generalitat.

### Desenvolvimento
BEntre 21 de julho e meados de agosto de 1936, as Patrulhas de Controle foram estabelecidas sob o "Comitê Central de Milícias Antifascistas" (CCMA). Aproximadamente metade dos 700 carros de patrulha tinham um cartão CNT, ou eram da FAI; a outra metade era filiada às demais organizações componentes do CCMA. Apenas quatro delegados de seção, dos onze que existiam, eram da CNT: os de Poblenou, Sants, L'Harmonia e Clot; outros quatro eram da ERC, três do PSUC e nenhum do POUM. As Patrulhas de Controle dependiam do Comitê de Investigação do CCMA, liderado por Aurelio Fernández (FAI) e Salvador González (PSUC).
Por sugestão de Martí Barrera i Maresma, o Consell d'Economia de Catalunya (Conselho Econômico da Catalunha) foi criado em 11 de agosto de 1936  para realizar uma transformação socialista das bases econômicas e sociais da Catalunha.
A Batalha de Maiorca revelou as incapacidades do CCMA, não só para se organizar, mas até para tomar conhecimento de todas as operações militares que estavam a ser levadas a cabo a partir da Catalunha.  A operação de Maiorca foi organizada pela Generalitat (dominada pela ERC) em conluio com o PSUC e na qual também participou a União de Transportes de Barcelona da CNT, por iniciativa do comandante Alberto Bayo. O CCMA (que deveria comandar todas as operações militares) soube da operação quando as tropas já estavam embarcando do porto de Barcelona.

### Dissolução
Os comitês superiores da CNT, que controlavam a CCMA, decidiram em meados de agosto abolir seu funcionamento e substituí-lo por um governo mais forte na Generalitat. A abolição formal do CCMA foi anunciada em 27 de setembro, juntamente com a dissolução das patrulhas de controle, pelo próprio Luis Companys. Uma vez decidida a supressão da CCMA, a expansão do Governo da Generalitat foi negociada para incluir todas as forças antifascistas e sindicais. A ideia era ganhar eficiência e evitar a duplicação de poderes. Finalmente, em 1 de outubro de 1936, a CCMA dissolveu-se entre outras razões, devido a uma certa estabilização da situação a nível institucional e à necessidade de reforçar o papel governativo da Generalitat. Alguns representantes do Comitê foram integrados ao Governo da Catalunha. A dissolução do Comitê Central de Milícias deixou o Ministério da Defesa catalão com o controle teórico sobre as milícias que operam na Catalunha, embora continuassem a gozar de grande autonomia e escapar do controle das autoridades. Por sua vez, após a criação do novo Exército Republicano Espanhol, em 28 de outubro o Ministério da Defesa publicou um novo decreto proclamando a militarização das milícias, que foram absorvidas pelo exército republicano regular.  A autoridade sobre as patrulhas de controle passou para as mãos de um novo órgão governamental criado especificamente para essa questão: a Junta de Seguretat Interior de Catalunya, que foi deixada nas mãos do membro da CNT-FAI Aurelio Fernández Sánchez. Regionalmente, o Exército Popular da Catalunha foi criado para suceder as milícias catalãs.